# Bruno Roger-Petit
Pour les articles homonymes, voir Petit et Roger.
Bruno Roger-Petit, né le 30 septembre 1962 à Paris, est un journaliste français, chroniqueur politique et sportif de presse écrite, de radio et de télévision. Il est porte-parole de la présidence de la République française entre le 1er septembre 2017 et septembre 2018, avant d'être nommé « conseiller mémoire » d'Emmanuel Macron.
Ancien collaborateur de France Télévisions, il a contribué au site web Le Post puis au « Plus » du site web nouvelobs.com jusqu'en 2015 avant de rejoindre l'équipe du site web Challenges. Il est, de plus, consultant régulier de l'émission Sport et news sur i-Télé et tient le blog « sport » BRP HD sur le site sport24.com. Il est également présentateur de l'émission sportive #BRP sur la chaîne Sport365 TV.

## Biographie

### Naissance, enfance et formation
Bruno Roger-Petit est né le 30 septembre 1962. Diplômé en 1987 de l'Institut d'études politiques de Paris (section « Service public »), Bruno Roger-Petit est également titulaire d'une maîtrise en droit public[réf. nécessaire].

### Presse écrite
Fin 2003, Bruno Roger-Petit est le rédacteur en chef du magazine gratuit Sport pour ses trois premiers numéros.

### Radio
En 1998, Bruno Roger-Petit anime l'émission Langue de p… sur la radio BFM.
Il est, de 2005 à 2008, chroniqueur pour l'émission J'ai mes sources sur France Inter.
À partir de juin 2008, il anime Langues de Sport entre 10 h et 12 h et Le Grand journal du sport entre 12 h et 13 h sur Europe 1 Sport du lundi au vendredi.

### Télévision
Entré à Antenne 2 en 1988, Bruno Roger-Petit est, jusqu'à 1994, journaliste au service politique intérieure, puis présentateur des journaux de Télématin et du Journal de la nuit (1994-1998).
C'est en occupant cette dernière fonction qu'il se fait remarquer par un style de présentation du journal télévisé plutôt décalé et impertinent. Par exemple, le 19 octobre 1997, il termine le journal en jetant ses fiches par terre. À la suite d'une interview au magazine Technikart, parue en octobre 1998, dans laquelle il discute la ligne éditoriale de sa rédaction, il est licencié.
En 1998, il coréalise pour le magazine Envoyé spécial un reportage sur Michel Sardou, « Histoires de France ». Il présente ensuite une émission sur France 5, Ça me regarde, produite par Jean-Luc Delarue.
De retour sur France 2 en octobre 2005, il est la voix in jusqu'en mai 2006 dans le jeu Tout vu tout lu, consacré à l'actualité et animé par Marie-Ange Nardi.
En septembre 2014, il est ponctuellement chroniqueur dans Touche pas à mon poste ! sur C8 et anime sur la chaîne Sport365 TV l'émission sportive #BRP. 
En 2016, il est consultant régulier de l'émission Sport et news, animée par Pascal Praud sur i-Télé.
Après avoir fait une critique acerbe du Petit Journal présenté par Cyrille Eldin en septembre 2016, il fait ensuite partie des éditorialistes régulièrement invités dans l'émission,,.

### Internet
À partir de 2008, Bruno Roger-Petit contribue au site Le Post.fr qu'il quitte en mai 2011 pour participer au Plus du Nouvelobs.com jusqu'en janvier 2015. À partir de 2015, il contribue au site Challenges.fr.

### Politique
Un temps membre du PS et conseiller politique d'Arnaud Montebourg, il tente plusieurs fois d'obtenir l'investiture du parti, notamment pour les élections législatives de 2007. Il n'obtient toutefois jamais satisfaction et est surnommé « Opportuniste odieux » en raison de sa propension à utiliser les médias pour régler des problèmes personnels.
Il affiche plusieurs fois son soutien à Emmanuel Macron pendant la campagne présidentielle de 2017 et figure parmi les participants à sa soirée de qualification du premier tour à La Rotonde, le 23 avril.
Le 29 août 2017, il est nommé conseiller et porte-parole de la présidence. Cette nomination prend effet à compter du 1er septembre,.
Sa nomination est critiquée par Marianne, qui estime que « l'éditorialiste Bruno Roger-Petit récolte les dividendes de ses billets très favorables à Emmanuel Macron », regrettant « un grand brouillage politico-médiatique ». Les mois précédents, la Société de journalistes (SDJ) s'était déjà inquiétée de l'importance de ses éditoriaux favorables à Emmanuel Macron dans le magazine Challenges : entre janvier et mars 2017, on comptait 19 de ses articles comme pro-Macron ou hostiles à ses adversaires. Le Figaro Magazine indique en septembre 2017 que « depuis quelques mois, son ardeur à soutenir Emmanuel Macron n'a pas pu être prise en défaut ». Et ajoute : « Sa nomination en tant que porte-parole de l'Élysée apparaît davantage comme l'officialisation d'un rôle officieux que comme une réelle surprise. » À cette occasion, Le Canard enchaîné rappelle les saillies du journaliste contre ses confrères trop proches des politiques. Il avait par exemple déclaré au micro de Jean-Marc Morandini que « le problème, c'est qu'il y a toujours des journalistes politiques qui ont une vocation rentrée de conseiller du prince ». À propos d'Emmanuel Macron, il disait :« Macron est de ces nénuphars politiques qui émergent de temps à autre, portés par l'air du temps et les médias en mal de nouveaux personnages de roman, mais qui faute de racines, finissent par périr d'eux-mêmes. »
En tant que porte-parole de l’Élysée, Bruno Roger-Petit essuie des critiques de la part de la presse pour sa gestion de l'affaire Benalla lors de l'été 2018, notamment quand il déclare que la première sanction infligée à Alexandre Benalla — deux semaines de mise à pied accompagnée d'une perte de salaire — serait « la plus grave jamais prononcée contre un chargé de mission ». La journaliste Ariane Chemin, à l'origine de la révélation de l'affaire, estime alors « que ce décalage [dans la réaction] allait amplifier l'affaire ». En septembre de la même année, dans le cadre de modifications au sein des équipes, la fonction de porte-parole est supprimée. En octobre, Bruno Roger-Petit est nommé « conseiller mémoire » de l’Élysée, chargé de certaines commémorations et futures panthéonisations.
En 2019, Le Monde relève sa proximité personnelle avec Geoffroy Lejeune et indique en 2020 que par ce biais et à sa propre demande, il a rencontré Marion Maréchal Le Pen, lors d'un déjeuner.
Il est, selon Le Monde, « au cœur du tournant droitier » du second quinquennat d'Emmanuel Macron. Devenu conseiller mémoire du président, il fait partie du petit groupe, avec notamment l'ex-sénateur sarkozyste Pierre Charon, qui a défendu en juin 2024 le scénario de dissolution de l'Assemblée nationale. Il se retrouve ainsi dans une tourmente qui lui vaut d'être la cible de très nombreuses attaques, notamment de Bruno Le Maire qui a dénoncé les « cloportes » qui entoureraient le président de la République. 
L'éditorialiste de CNews Pascal Praud témoigne qu'il aurait été informé par Bruno Roger-Petit de la décision d'Emmanuel Macron dès 16 h le 9 juin lors des élections européennes de 2024 et avant même le Premier ministre Gabriel Attal. Ces indiscrétions lui valent d'avoir été recadré très sèchement par Emmanuel Macron.

## Auteur de pastiches
Le 20 juillet 2008, Bruno Roger-Petit avoue à l'antenne d'Europe 1 être l'auteur des blogs « François-Mitterrand-2007 », « François-Mitterrand-2008 » ainsi que du livre François Mitterrand 2008, il revient….
Le blog « François-Mitterrand-2007 » faisait commenter la campagne présidentielle 2007 par l'ancien président de la République François Mitterrand de façon posthume, et avait suscité de nombreuses réactions et rumeurs sur l'identité de son auteur au sein de la classe politique française.

## Critiques
Bruno Roger-Petit a été critiqué pour des séries de chroniques interprétées comme un acharnement,, à l'exemple de Frédéric Taddeï qui en 2014 se plaint des critiques de Roger-Petit, qu'il décrit comme un détracteur régulier : « Chaque semaine, il m’accuse d’un nouveau crime. Ces derniers mois, il me reprochait de vouloir assassiner la social-démocratie en invitant des libéraux. Cette fois, c’est d’inviter Nabe. »
Lors de l'affaire Cahuzac, Bruno Roger-Petit attaque le site Mediapart et défend avec vigueur le ministre du Budget d'alors,, même dans les premiers temps suivant sa démission. Les aveux et condamnations de Jérôme Cahuzac lui donneront tort.
Julien Salingue, docteur en science politique, co-animateur d'Acrimed, dénonce en 2014 au sujet de Bruno Roger-Petit de « petites manipulations » et « un journalisme pamphlétaire, certes, mais mensonger ».

## Ouvrages
- François Mitterrand 2008, il revient…, Ramsay, publié anonymement, 2008.
- Authentiquement français, éd. Héloïse d'Ormesson, 2011.
- Le pire d’entre eux, Stock, 2017. [présentation en ligne]